# Nereis
Nereis är ett släkte av ringmaskar som beskrevs av Carl von Linné 1758. Nereis ingår i familjen Nereididae.

## Bildgalleri

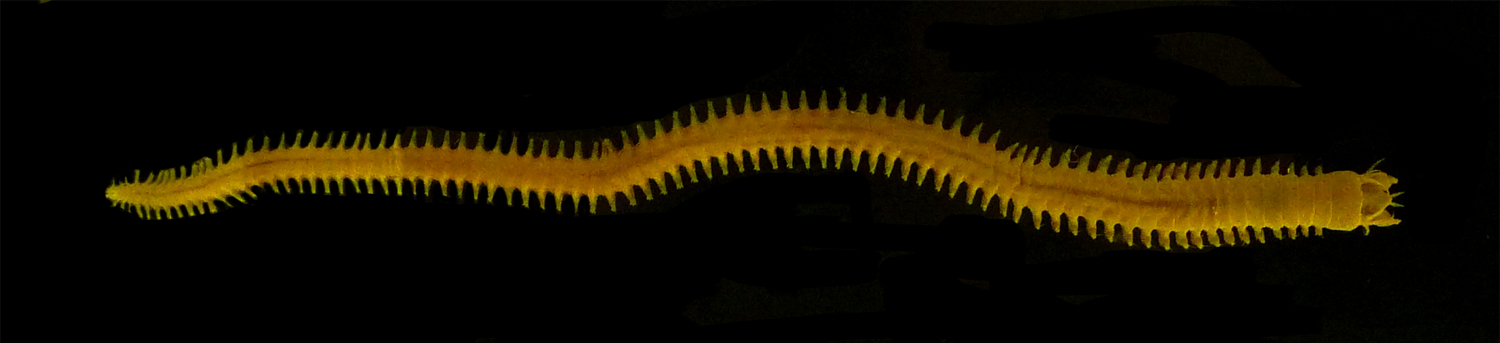
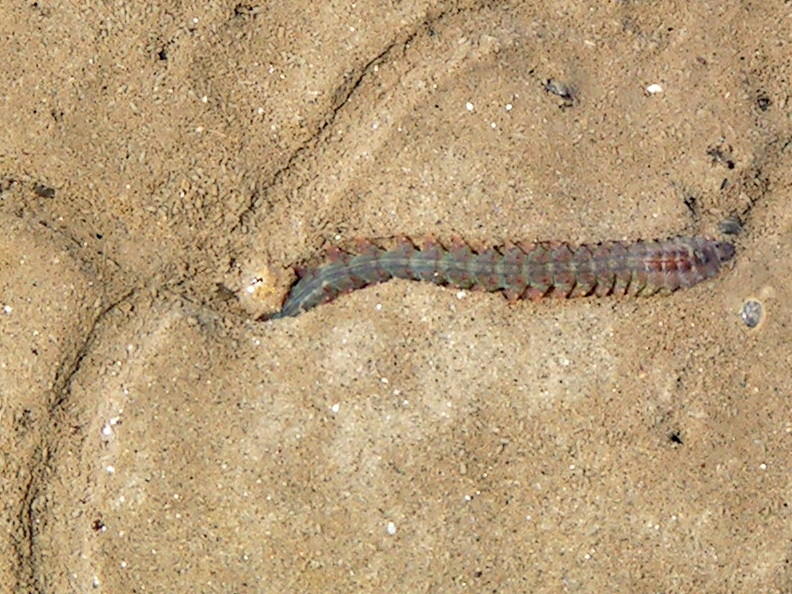

## Dottertaxa tillNereis, i alfabetisk ordning[1][2]
- Nereis abbreviata
- Nereis abyssicola
- Nereis acustris
- Nereis aegyptia
- Nereis aibuhitensis
- Nereis alatopalpis
- Nereis albipes
- Nereis allenae
- Nereis amoyensis
- Nereis angelensis
- Nereis angusta
- Nereis angusticollis
- Nereis annularis
- Nereis anoculis
- Nereis anoculopsis
- Nereis anodonta
- Nereis anomala
- Nereis antipoda
- Nereis apaliae
- Nereis arroyensis
- Nereis atlantica
- Nereis augeneri
- Nereis badiotorquata
- Nereis baliensis
- Nereis baolingi
- Nereis batjanensis
- Nereis bifida
- Nereis bifrons
- Nereis bioculata
- Nereis bipartita
- Nereis blainvillei
- Nereis brisbanensis
- Nereis broa
- Nereis buitendijki
- Nereis caecoides
- Nereis caerulea
- Nereis cagliari
- Nereis calamus
- Nereis callaona
- Nereis caparti
- Nereis casoae
- Nereis castelnaui
- Nereis caudata
- Nereis caudipunctata
- Nereis caymanensis
- Nereis chlorodes
- Nereis chrysocephala
- Nereis cirrhigera
- Nereis cirriseta
- Nereis cockburnenesis
- Nereis cockburnensis
- Nereis contorta
- Nereis corallina
- Nereis corniculata
- Nereis cornuta
- Nereis costaricaensis
- Nereis coutieri
- Nereis crassa
- Nereis crocea
- Nereis cuprea
- Nereis cylindraria
- Nereis dakarensis
- Nereis dayana
- Nereis delagica
- Nereis delicatula
- Nereis delli
- Nereis denhamensis
- Nereis deplanata
- Nereis distorta
- Nereis donghaiensis
- Nereis dorsolobata
- Nereis edwardsii
- Nereis ehlersiana
- Nereis ehrenbergi
- Nereis ethiopiae
- Nereis falcaria
- Nereis falsa
- Nereis fauchaldi
- Nereis fauveli
- Nereis filicaudata
- Nereis foliosa
- Nereis fossae
- Nereis frontalis
- Nereis fucata
- Nereis funchalensis
- Nereis fusifera
- Nereis gaikwadi
- Nereis garwoodi
- Nereis gayi
- Nereis ghardaqae
- Nereis gigantea
- Nereis gilchristi
- Nereis gisserana
- Nereis goajirana
- Nereis gracilis
- Nereis granulata
- Nereis gravieri
- Nereis grayi
- Nereis grubei
- Nereis guangdongensis
- Nereis hawaiiensis
- Nereis heterocirrata
- Nereis heteroculata
- Nereis heterodonta
- Nereis heteromorpha
- Nereis heterophylla
- Nereis heteropoda
- Nereis hirsuta
- Nereis holochaeta
- Nereis homogompha
- Nereis huanghaiensis
- Nereis icosiensis
- Nereis ignota
- Nereis imajimai
- Nereis imbecillis
- Nereis imperfecta
- Nereis inflata
- Nereis iris
- Nereis irrorata
- Nereis izukai
- Nereis jacksoni
- Nereis krebsii
- Nereis lamellosa
- Nereis languida
- Nereis latescens
- Nereis leuca
- Nereis ligulata
- Nereis lineata
- Nereis lingulata
- Nereis lithothamnica
- Nereis litoralis
- Nereis longilingulis
- Nereis longior
- Nereis longisetis
- Nereis macroaciculata
- Nereis macropis
- Nereis maculosa
- Nereis madreporae
- Nereis mancorae
- Nereis margarita
- Nereis marginata
- Nereis mariae
- Nereis marioni
- Nereis maroccensis
- Nereis maxillodentata
- Nereis mediator
- Nereis mendocinana
- Nereis microcera
- Nereis micromma
- Nereis minima
- Nereis mollis
- Nereis monoceros
- Nereis monroi
- Nereis moroccensis
- Nereis mortenseni
- Nereis mossambica
- Nereis multignatha
- Nereis myersi
- Nereis nancaurica
- Nereis nanciae
- Nereis natans
- Nereis neogracilis
- Nereis neoneanthes
- Nereis neozealanica
- Nereis nichollsi
- Nereis nigripes
- Nereis nigroaciculata
- Nereis noctiluca
- Nereis nouhuysi
- Nereis obscura
- Nereis ochotica
- Nereis ockenii
- Nereis octentaculata
- Nereis onychophora
- Nereis operta
- Nereis otto
- Nereis ovarius
- Nereis panamensis
- Nereis pannosa
- Nereis parabifida
- Nereis paucignatha
- Nereis paulina
- Nereis pectinata
- Nereis pelagica
- Nereis perivisceralis
- Nereis peroniensis
- Nereis persica
- Nereis peruviana
- Nereis phosphorescens
- Nereis phyllophorus
- Nereis picteti
- Nereis pinnata
- Nereis piscesae
- Nereis posidoniae
- Nereis procera
- Nereis profundi
- Nereis pseudomoniliformis
- Nereis pulsatoria
- Nereis punctata
- Nereis puncturata
- Nereis quadricorna
- Nereis quoyii
- Nereis radiata
- Nereis ranzani
- Nereis rava
- Nereis regia
- Nereis rigida
- Nereis riisei
- Nereis robusta
- Nereis rufa
- Nereis rupta
- Nereis sandersi
- Nereis sarsoensis
- Nereis schmardae
- Nereis scolopendrina
- Nereis scolopendroides
- Nereis segrex
- Nereis semperiana
- Nereis serrata
- Nereis sertularias
- Nereis sieboldii
- Nereis sinensis
- Nereis singularis
- Nereis spinigera
- Nereis splendida
- Nereis sumbawaensis
- Nereis surugaense
- Nereis talehsapensis
- Nereis tenuipalpa
- Nereis tenuis
- Nereis tethycola
- Nereis thompsoni
- Nereis thysanota
- Nereis tiedmanni
- Nereis tigrina
- Nereis torta
- Nereis translucens
- Nereis triangularis
- Nereis tydemani
- Nereis uncia
- Nereis usticensis
- Nereis waikikiensis
- Nereis variegata
- Nereis veleronis
- Nereis ventilabrum
- Nereis vexillosa
- Nereis victoriana
- Nereis villosa
- Nereis vitiensis
- Nereis zhongshaensis
- Nereis zonata